# Never Too Late (Status Quo)
Never Too Late è il quattordicesimo album di studio inciso dalla rock band inglese Status Quo, pubblicato per la prima volta nel marzo del 1981.

## Il disco

### Concezione
È l'ultimo album cui partecipa il batterista storico della band John Coghlan ed ha la peculiarità di essere inciso un anno prima della sua pubblicazione, nel 1980, insieme al precedente Just Supposin'.

### Contenuti
Malgrado la contestualità delle incisioni, il disco mostra delle notevoli differenze rispetto al suo illustre e celebrato predecessore, con composizioni dal taglio più sfumato, tastiere più evidenti e qualche tocco in più di sintetizzatore.
Soprattutto, come ammesso molti anni dopo dal bassista Alan Lancaster, è proprio la decisione di incidere due album contemporaneamente a rivelarsi errata: molti dei brani a disposizione per incidere Never Too Late sono ancora da affinare e perfezionare, ma l'intima stanchezza della band, fatalmente logorata dalle snervanti e interminabili sedute di registrazione, condiziona profondamente il processo creativo e l'operazione riesce solo in parte.

### Accoglienza
L'album viene pubblicato nel marzo 1981, a soli cinque mesi da Just Supposin' e, a giudizio dei molti critici che lo attaccano, risente della rapidità dei tempi di registrazione, con composizioni dalle buone potenzialità che però avrebbero dovuto essere maggiormente elaborate e meditate.
Il pubblico, malgrado tutto, apprezza il lavoro e il disco si invola al secondo posto delle classifiche inglesi.
Singoli: Something 'Bout You Baby I Like (n. 9 UK)
Nella ristampa CD del 2005 e nella deluxe edition del 2017 è inclusa come bonus track la single version del brano Rock 'n' Roll già contenuto nel precedente album Just Supposin' ma, stranamente, pubblicato come singolo nel 1981 dopo l'uscita del presente Never Too Late.
In alcuni paesi viene pubblicata come singolo la title track, senza entrare in classifica.

## Tracce

### Lato A
1. Never Too Late – 3:57 (Rossi/Frost)
2. Something 'Bout You Baby I Like – 2:50 (Supa)
3. Take Me Away – 4:47 (Parfitt/Bown)
4. Falling in Falling out – 4:13 (Parfitt/Bown/Young)
5. Carol – 3:40 (Berry)

Lato B
1. Long Ago – 3:44 (Rossi/Frost)
2. Mountain Lady – 5:00 (Lancaster)
3. Don't Stop Me Now – 3:42 (Lancaster/Bown)
4. Enough Is Enough – 2:52 (Rossi/Parfitt/Frost)
5. Riverside – 5:04 (Rossi/Frost)

Tracce bonus dell'edizione CD 2005
1. Rock 'n' Roll (Single Version) – 4:04 (Rossi/Frost)

## Deluxe Edition 2017
Il 26 maggio 2017, viene pubblicata la deluxe edition dell'album contenente tre CD.
Nel primo disco viene riprodotto fedelmente l'album del 1981, con il sound completamente restaurato e rimasterizzato.
Nel secondo CD è inclusa la single version del brano Rock'n'Roll, i sample di alcuni brani pubblicati in Austria nel 1981 su supporto flexi disc e tracce di un concerto tenuto in Cornovaglia sempre nel 1981.
Il terzo CD contiene la prosecuzione del concerto tenuto in Cornovaglia nel 1981.
Il libretto, oltre a varie foto del periodo di incisione dell'album, contiene delle ampie note illustrative redatte a cura di Dave Ling, critico delle riviste musicali britanniche Classic Rock e Metal Hammer.

### Tracce Deluxe Edition
CD 1
Contiene l'album originale del 1981, in versione restaurata e rimasterizzata.
1. Never Too Late – 3:57 (Rossi/Frost)
2. Something 'Bout You Baby I Like – 2:50 (Supa)
3. Take Me Away – 4:47 (Parfitt/Bown)
4. Falling in Falling out – 4:13 (Parfitt/Bown/Young)
5. Carol – 3:40 (Berry)
6. Long Ago – 3:44 (Rossi/Frost)
7. Mountain Lady – 5:00 (Lancaster)
8. Don't Stop Me Now – 3:42 (Lancaster/Bown)
9. Enough Is Enough – 2:52 (Rossi/Parfitt/Frost)
10. Riverside – 5:04 (Rossi/Frost)

CD 2
Contiene la single version del brano Rock'n'Roll, i sample di alcuni brani pubblicati in Austria nel 1981 su supporto flexi disc e alcune tracce registrate dal vivo a Saint Austell (Cornovaglia) il 6 e 7 marzo 1981.
1. Rock'n'Roll (Single Version) – 4:04 (Rossi/Frost)
2. Don't Stop Me Now (Sample - Austrian Flexi Disc 1981) – 1:29 (Lancaster/Bown)
3. What You're Proposing (Sample - Austrian Flexi Disc 1981) – 0:46 (Rossi/Frost)
4. LP Overview (Austrian Flexi Disc 1981) – 3:15
5. Something 'Bout You Baby I Like (Sample - Austrian Flexi Disc 1981) – 1:52 (Supa)
6. Something 'Bout You Baby I Like (Acoustic Instrumental Demo) – 3:11 (Supa)
7. Caroline (Live at Saint Austell, Cornovaglia, 6 e 7 marzo 1981) – 5:20 (Rossi/Young)
8. Roll Over Lay Down (Live at Saint Austell, Cornovaglia, 6 e 7 marzo 1981) – 7:03 (Rossi/Young/Parfitt/Lancaster/Coghlan)
9. Backwater (Live at Saint Austell, Cornovaglia, 6 e 7 marzo 1981) – 4:33 (Parfitt/Lancaster)
10. Little Lady (Live at Saint Austell, Cornovaglia, 6 e 7 marzo 1981) – 4:00 (Parfitt)
11. Don't Drive My Car (Live at Saint Austell, Cornovaglia, 6 e 7 marzo 1981) – 5:13 (Parfitt/Bown)
12. Whatever You Want (Live at Saint Austell, Cornovaglia, 6 e 7 marzo 1981) – 5:28 (Parfitt/Bown)
13. Hold You Back (Live at Saint Austell, Cornovaglia, 6 e 7 marzo 1981) – 5:06 (Rossi/Parfitt/Young)
14. Something 'Bout You Baby I Like (Live at Saint Austell, Cornovaglia, 6 e 7 marzo 1981) – 2:57 (Supa)
15. Rockin' All Over the World (Live at Saint Austell, Cornovaglia, 6 e 7 marzo 1981) – 4:12 (Fogerty)
16. Over the Edge (Live at Saint Austell, Cornovaglia, 6 e 7 marzo 1981) – 5:41 (Lancaster/Lamb)

CD 3
Contiene altre tracce registrate dal vivo a Saint Austell (Cornovaglia) il 6 e 7 marzo 1981.
1. Rock'n'Roll (Live at Saint Austell, Cornovaglia, 6 e 7 marzo 1981) – 5:46 (Rossi/Frost)
2. Dirty Water (Live at Saint Austell, Cornovaglia, 6 e 7 marzo 1981) – 4:07 (Rossi/Young)
3. Forty-Five Hundred Times (Live at Saint Austell, Cornovaglia, 6 e 7 marzo 1981) – 19:05 (Rossi/Parfitt)
4. Big Fat Mama (Live at Saint Austell, Cornovaglia, 6 e 7 marzo 1981) – 5:16 (Rossi/Parfitt)
5. Don't Waste My Time (Live at Saint Austell, Cornovaglia, 6 e 7 marzo 1981) – 4:09 (Rossi/Young)
6. Roadhouse Blues (Live at Saint Austell, Cornovaglia, 6 e 7 marzo 1981) – 9:48 (Morrison)
7. Rain (Live at Saint Austell, Cornovaglia, 6 e 7 marzo 1981) – 4:48 (Parfitt)
8. Down Down (Live at Saint Austell, Cornovaglia, 6 e 7 marzo 1981) – 5:15 (Rossi/Young)
9. Drum Solo (Live at Saint Austell, Cornovaglia, 6 e 7 marzo 1981) – 3:59 (Coghlan)
10. Bye Bye Johnny (Live at Saint Austell, Cornovaglia, 6 e 7 marzo 1981) – 6:13 (Berry)

## Formazione
- Francis Rossi (chitarra solista, voce)
- Rick Parfitt (chitarra ritmica, voce)
- Alan Lancaster (basso, voce)
- John Coghlan (percussioni)

## Altri musicisti
- Andy Bown (tastiere) (cori)
- Bernie Frost (cori)

## British album chart
| Posizione | 2 | 6 | 6 | 13 | 22 | 24 | 39 | 56 | 75 | 61 | 57 | 59 | 58 | uscito |